# Hermann Gunkel
Johann Friedrich Hermann Gunkel, född den 23 maj 1862 nära Hannover, död den 11 mars 1932 i Halle, var en tysk teolog och religionsforskare.
Gunkel blev 1894 extra ordinarie professor i teologi i Berlin och 1906 ordinarie professor i Gamla Testamentets exegetik i Giessen, 1920 professor i Halle.
Hans mest betydande arbete avser kategoriseringen av Psaltarens psalmer i Einleitung in die Psalmen. Die Gattungen der religiösen Lyrik Israels. (slutförd av J Begrich, 1927/33), omtryckt i Göttingen 1985 och Die Psalmen, übersetzt und erklärt (1929). Omtryckt senast 1986.
Andra mera betydande arbeten är Schöpfung und Chaos in Urzeit und Endzeit (1894) och Kommentar zu Genesis (1901; 2:a upplagan 1902). I det förra har Gunkel "på ett oemotsägligt sätt", skriver Erik Stave i Nordisk Familjebok, "uppvisat, att Israels skapelseberättelse (1 Mos. 1) hvilar på den babyloniska skapelsemyten, men att den israelitiska anden därifrån utmönstrat all polyteism och påtryckt den sin höga prägel." 
I kommentaren till Genesis, som Stave kallar "den modernaste, på en gång radikalaste och mest intressanta af alla förklaringar till denna skrift", har han, fortsätter Stave, "i ännu större omfattning tillämpat sin åskådning om Israels beroende af den babyloniska kulturen och dess omgestaltning af de från Babel lånade föreställningarna." 
Denna sin åskådning om den högre religionens beroende och på samma gång omgestaltning av de lägre gav Gunkel en ännu vidsträcktare tillämpning beträffande kristendomen i Zum religionsgeschichtlichen Verständnis des Neuen Testaments (1903), där han sökte påvisa, att den kristna religionen i mångt och mycket är frukten av religionssynkretism. 
Gunkel hörde till de få teologer i sin samtid, som, låt vara i mindre omfattning, visade sig kunna bilda skola (den religionshistoriska); och han samlade ett flertal yngre teologiska vetenskapsidkare omkring sig i den under hans och Wilhelm Boussets namn utgivna skriftserien "Forschungen zur Religion und Literatur des Alten und Neuen Testaments". 
Andra verk av Gunkel är Sagen des Genesis (2 upplagor 1901), Israel und Babylonien (1903), Ausgewählte Psalmen (1903; 2:a upplagan 1905), Der 1. Brief des Petrus (1906; 2:a upplagan 1907), Die israelitische Literatur (1906) och Elias, Jahve und Baal (samma år).